# Desiderius Lenz

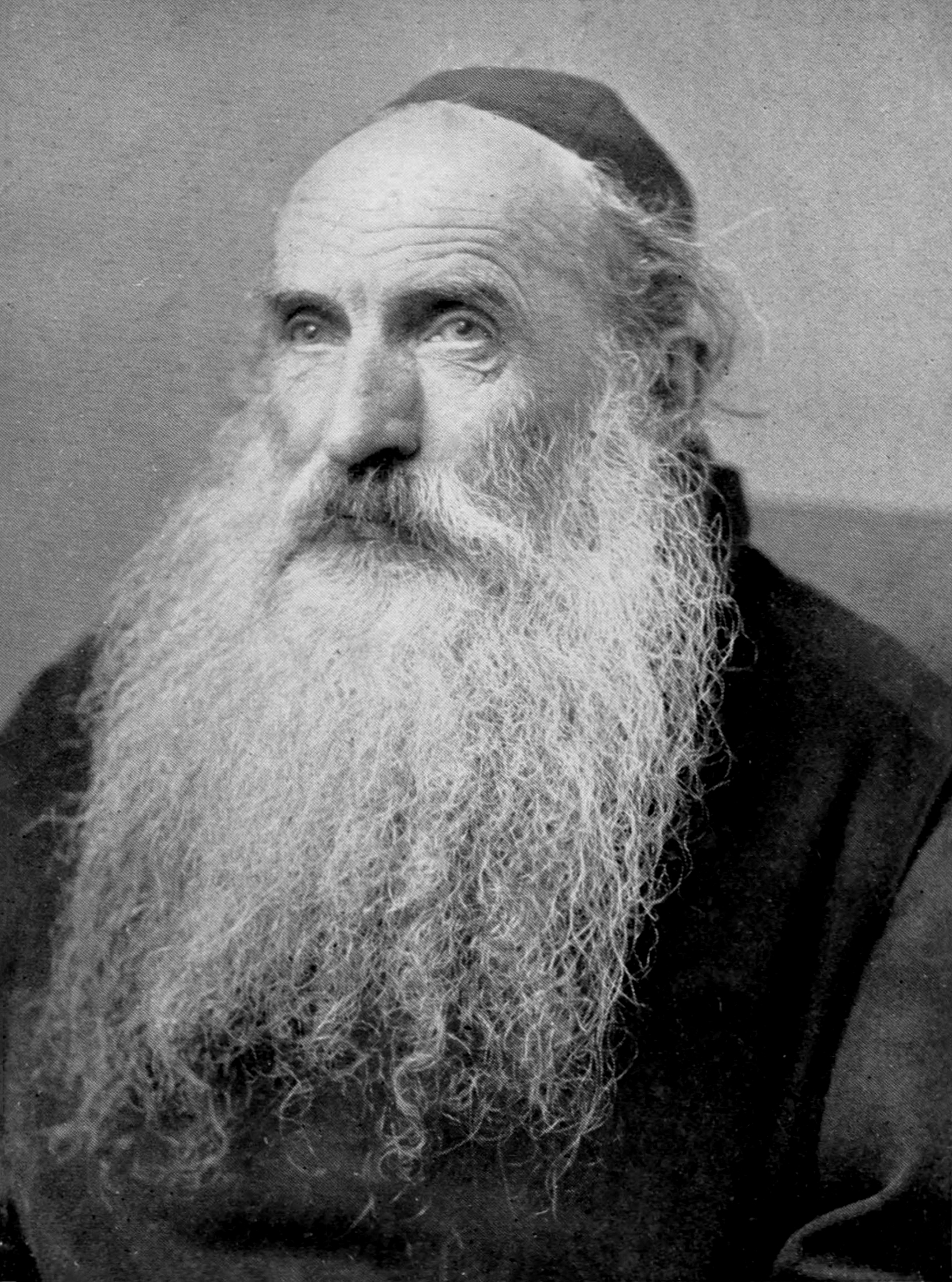
Desiderius Lenz O.S.B. em 1905

Peter Lenz (1832–1928), depois Desiderius Lenz, foi um artista alemão que se tornou um monge beneditino e junto com Gabriel Wüger foi um dos fundadores da Escola de Arte de Beuron. Peter era seu nome de nascimento, mas Desiderius tornou-se seu nome quando entrou nas ordens religiosas em 1872. O nome foi provavelmente dado em referência ao abade Desidério da Abadia de Monte Cassino, do século XI, a fonte da Ordem Beneditina.

## Formação
Peter Lenz nasceu em 1832 em Haigerloch, Baden-Württemberg. A partir de 1849 estudou na Academia de Belas Artes de Munique como aluno do pintor e escultor Max von Widnmann e do muralista Wilhelm von Kaulbach, onde aprendeu sobre arte grega antiga, pintura medieval alemã e artistas da Renascença italiana. Em 1851, juntou-se à União de Alunos Artistas na Academia e conheceu Jakob Wüger. Apesar de possuírem personalidades diferentes, os dois se tornaram amigos e trabalharam juntos.
Peter von Cornelius foi uma figura significativa no desenvolvimento artístico de Lenz e promoveu sua carreira. Cornelius se engajou na Fraternidade Nazarena ou Lukasbund em Roma entre 1811 e 1819, onde trabalhou com Friedrich Wilhelm Schadow, um luterano convertido ao catolicismo romano e fundador da escola de pintura de Düsseldorf. Schadow ensinou que a vida espiritual do artista deve ser investida nas verdades da arte cristã. Cornelius foi Diretor da Academia de Munique por volta de 1825-40, e exerceu uma influência poderosa ali, da qual Lenz e Wüger se beneficiaram.
Depois de trabalhar em Meiningen em 1855-56, e de volta a Munique como escultor independente, em 1859 Lenz tornou-se professor de escultura na Escola de Arte Aplicada de Nuremberg. Não muito depois, por recomendação de Cornelius, ele recebeu uma bolsa financiada pelo Estado para trabalhar na Itália. Em 1863 ele foi para Roma com Jakob Wüger e o aluno de Wüger, Fridolin Steiner, para trabalhar com artistas do movimento nazareno.

## Procura por princípios religiosos

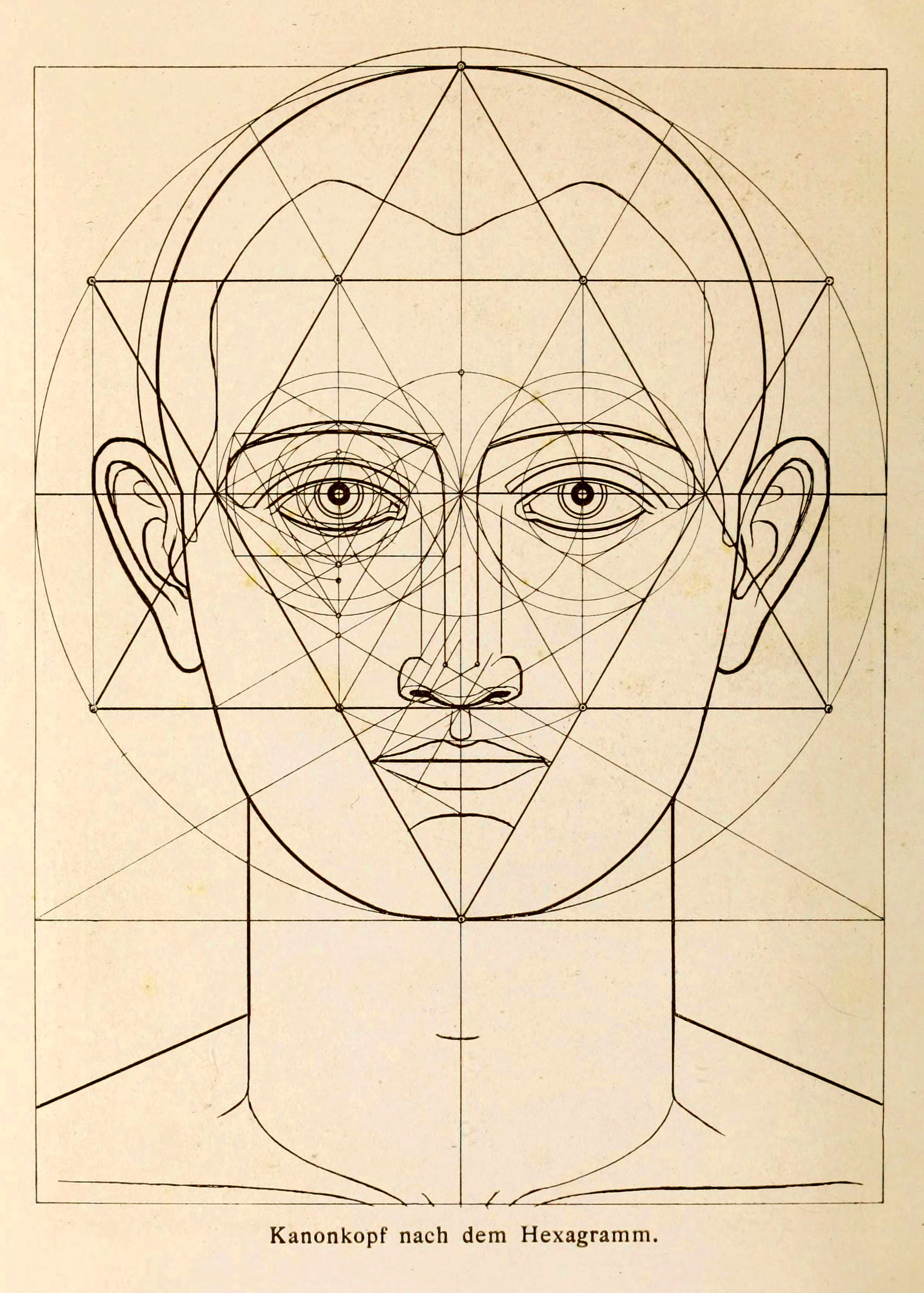
Cabeça desenhada a partir de um hexagrama, por Desiderius Lenz

Lenz deplorou o fato de a arte moderna de seu tempo ter se tornado sem direção devido ao alto valor que atribuía ao naturalismo e à matéria vazia da preferência individual. Ele percebeu que a imitação meticulosa da Natureza por si só nunca levaria a um trabalho com a qualidade da Antiguidade. O estudo da obra dos primeiros artistas cristãos e bizantinos, e de Giotto, ensinou-lhe que a geometria e o arranjo das partes eram fatores essenciais no que ele buscava alcançar, mas ele carecia de uma chave para compreendê-los. As primeiras obras cristãs representavam o fim de uma tradição, e Giotto fora guiado por seus instintos, mas os antigos mestres gregos pareciam ter trabalhado para definir princípios artísticos e regras de proporção, que ele resolveu redescobrir.
A investigação da pintura grega de vasos o levou ao trabalho do arqueólogo Lepsius sobre a construção e ornamentação de templos egípcios, nos quais encontrou respostas. Seu sentimento inato de número e simetria, de arranjo e equilíbrio, respondeu à ideia de que na arte, como na música, o segredo da beleza era numérico, tanto aritmético quanto geométrico. Foi provocado pela conjunção da lógica com princípios de simetria e harmonia de proporções. Essa percepção estava de acordo com sua própria religiosidade: a sabedoria egípcia havia sido um domínio do espírito, uma domesticação de coisas não cultivadas e um despertar de temor no mistério.

## Beuron

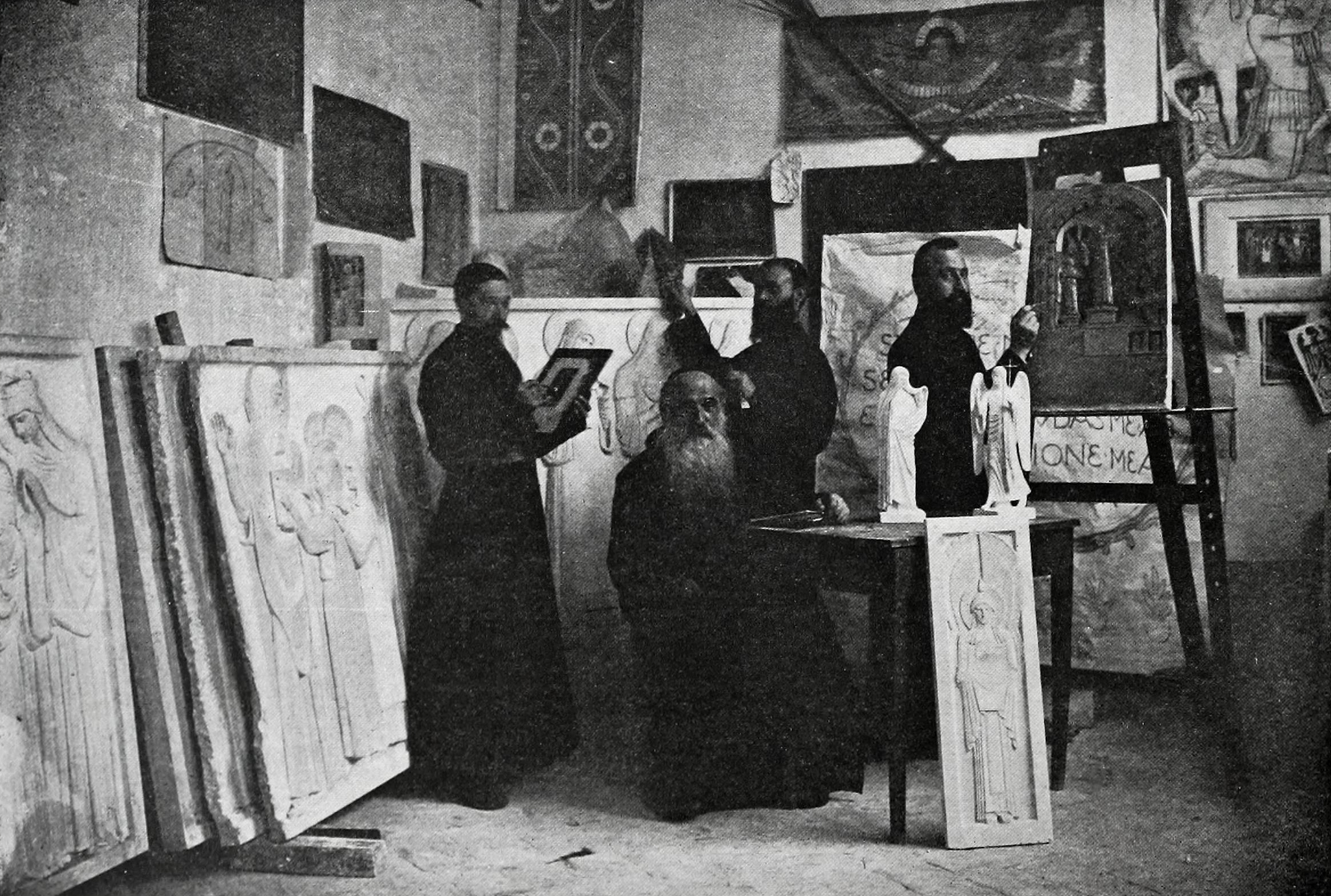
Desiderius Lenz e outros monges-artistas da Escola de Beuron durante os trabalhos no Mosteiro de Montecassino (anos 1900).

Embora Wüger tivesse uma formação calvinista, ele e o mais idealista Lenz passaram a acreditar que os artistas deveriam trabalhar juntos em uma comunidade católica para produzir Arte Sacra adequada para o ambiente devocional e litúrgico. Por volta de 1866, um plano para uma 'Igreja Ideal' foi elaborado e, em 1868, eles conheceram Maurus Wolter, o primeiro abade da Arquiabadia beneditina de Beuron, fundada em 1863 sob o patrocínio da Princesa Katherina von Hohenzollern. Wolter já estava engajado no renascimento do canto gregoriano, seguindo o modelo da Abadia de Solesmes, e também desejava que sua abadia desempenhasse seu papel no renascimento da arte religiosa.

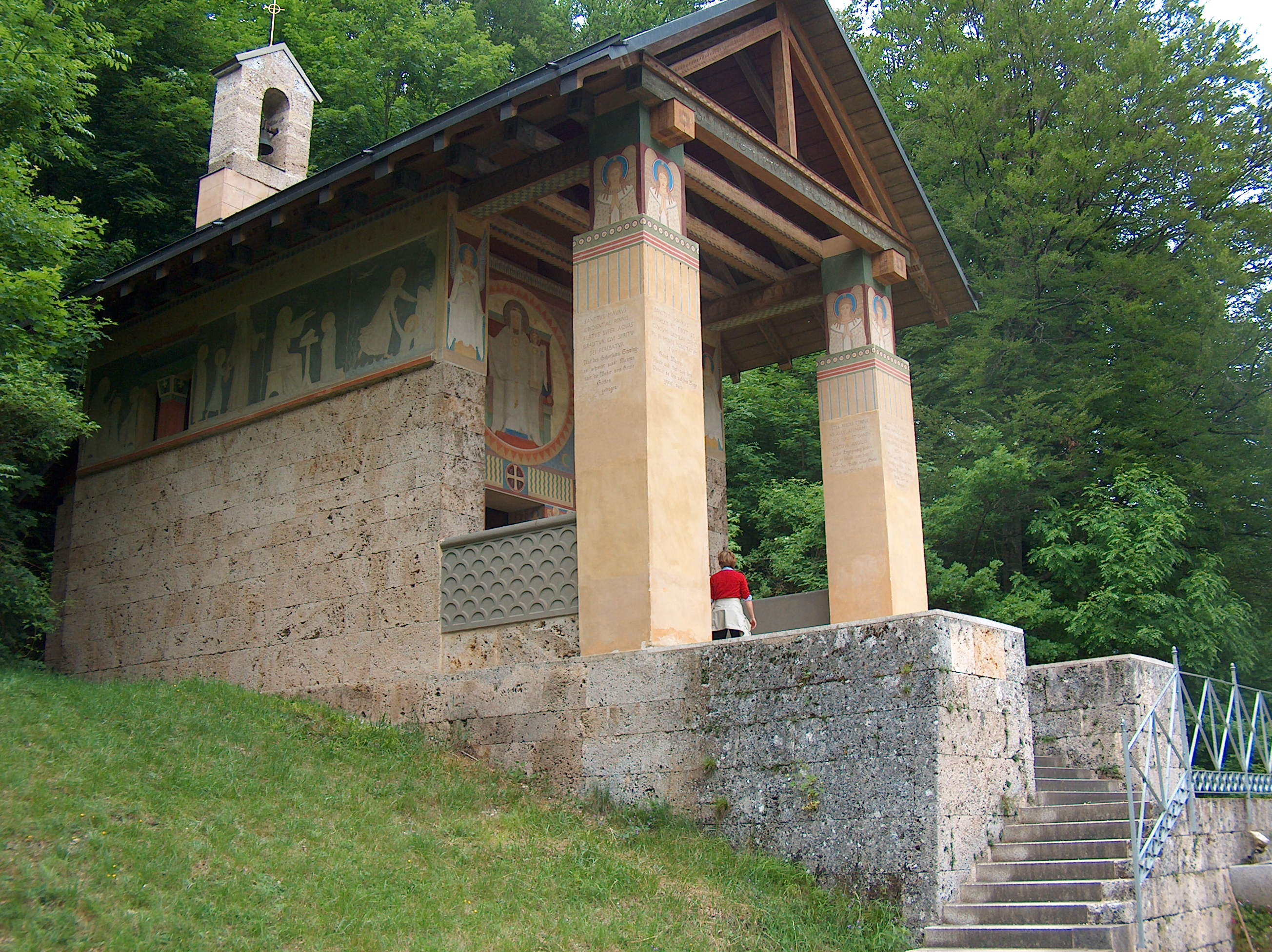
A Capela de São Mauro em Beuron, 1868-1871, na qual Lenz, Wüger e Steiner trabalharam no início do movimento Escola de Arte de Beuron.

Lenz visitou pela primeira vez a Arquiabadia de Beuron (dedicada a São Martinho ) em janeiro de 1868, aos 36 anos, atraído pelo renascimento gregoriano e sua relevância para sua própria busca. O Fürstin von Hohenzollern prometeu doar uma capela a São Mauro (o discípulo original de São Bento) e Lenz, depois de explicar seus objetivos artísticos, elaborou um projeto que foi aceito e construído. Retornando a Roma para obter o envolvimento de Wüger, os cartuns para a pintura foram preparados e, junto com Fridolin Steiner, eles retornaram a Beuron em maio de 1869. A obra foi concluída no verão de 1871 e a Capela de São Mauro nos Campos foi inaugurada em setembro. Wüger assumiu as vestes da Ordem em Beuron em setembro de 1871 como Irmão Gabriel, seguido por Steiner como Irmão Lukas (talvez com referência ao Lukasbund) e finalmente Lenz como Irmão Desiderius em 1872. A capela tornou-se o berço da Escola de Arte Beuron.

## Escritos
- Naturstudium des Alten (Um Estudo da Natureza dos Antigos), 1895 (não publicado).
- Zur Ästhetik der Beuroner Schule (Viena, 1898). (2ª Edição, Beuron 1927). Arquivo da Internet
- Desiderius Lenz: The Aesthetic of Beuron, and other writings. Traduzido do alemão para ao inglês por John Minahane e John Connolly. Introdução e apêndice de Hubert Krins. Posfácio e notas de Peter Brooke. (Francis Boutle publishers, Londres 2002).ISBN 0-903427-10-9
- Ästhetik, Geometrie und kirchliche Kunst, 1914 (não publicado)
- 'Der Kanon', em Benediktinische Monatsschrift 3 (1921), pp.363–77.
- Festschrift und Festgedichte zum 80. Geburtstage abre Altreichskanzlers Otto von Bismarck (Heidenheim 1895).